# Świebodzin (gemeente)
De gemeente Świebodzin is een stad- en landgemeente in het Poolse woiwodschap Lubusz, in powiat Świebodziński.
De zetel van de gemeente is in Świebodzin.
Op 30 juni 2004 telde de gemeente 29 794 inwoners.

## Oppervlakte gegevens
In 2002 bedroeg de totale oppervlakte van gemeente Świebodzin 227,36 km², waarvan:
- agrarisch gebied: 60%
- bossen: 28%

De gemeente beslaat 24,25% van de totale oppervlakte van de powiat.

## Demografie
Stand op 30 juni 2004:
| Omschrijving                   | Totaal | Totaal | Vrouwen | Vrouwen | Mannen | Mannen |
| ------------------------------ | ------ | ------ | ------- | ------- | ------ | ------ |
| eenheid                        | aantal | %      | aantal  | %       | aantal | %      |
| inwoners                       | 29 794 | 100    | 15 441  | 51,8    | 14 353 | 48,2   |
| bevolkingsdichtheid (inw./km²) | 131    | 131    | 67,9    | 67,9    | 63,1   | 63,1   |

In 2002 bedroeg het gemiddelde inkomen per inwoner 1362,13 zł.

## Administratieve plaatsen (sołectwo)
Borów, Chociule, Glińsk, Gościkowo, Grodziszcze, Jeziory, Jordanowo, Kępsko, Kupienino, Lubinicko, Lubogóra, Ługów, Nowy Dworek, Osogóra, Podlesie, Raków, Rosin, Rozłogi, Rudgerzowice, Rusinów, Rzeczyca, Wilkowo, Witosław.

## Overige plaatsen
Krzemionka, Leniwka, Miłkowo, Paradyż, Podjezierze, Wityń, Wygon.

## Aangrenzende gemeenten
Lubrza, Międzyrzecz, Skąpe, Sulechów, Szczaniec, Trzciel
- Virtual International Authority File: 241473369